# Bryne Fotballklubb 2011
Questa voce raccoglie le informazioni riguardanti il Bryne Fotballklubb nelle competizioni ufficiali della stagione 2011.

## Stagione
Il Bryne chiuse la stagione al 9º posto in classifica, mentre l'avventura nella Coppa di Norvegia 2011 terminò al primo turno della competizione, dopo la sconfitta contro lo Staal Jørpeland. Il calciatore più utilizzato in stagione fu Aleksander Midtsian con 31 presenze (30 in campionato, una in coppa), mentre Kai Risholt fu il miglior marcatore con 10 reti (tutte in campionato).

## Maglie e sponsor
Lo sponsor tecnico per la stagione 2011 fu Umbro, mentre lo sponsor ufficiale fu Nordea. La divisa casalinga era composta da una maglietta rossa con maniche bianche, pantaloncini e calzettoni bianchi. Quella da trasferta era invece totalmente nera.
| Casa | Trasferta |

## Rosa
| N. |                     | Ruolo | Calciatore          |
| -- | ------------------- | ----- | ------------------- |
| 1  | Norvegia (bandiera) | P     | Anders Kristiansen  |
| 2  | Nigeria (bandiera)  | C     | Prince Efe Ehiorobo |
| 3  | Norvegia (bandiera) | D     | Christer Fjellstad  |
| 4  | Norvegia (bandiera) | D     | Vegar Landro        |
| 5  | Norvegia (bandiera) | D     | Vetle Gulowsen      |
| 5  | Norvegia (bandiera) | D     | Henning Petersen    |
| 6  | Norvegia (bandiera) | C     | Klaus Petersen      |
| 7  | Norvegia (bandiera) | C     | Mats Moldskred      |
| 8  | Norvegia (bandiera) | C     | Aleksander Midtsian |
| 9  | Norvegia (bandiera) | C     | Tommy Eide Møster   |
| 10 | Norvegia (bandiera) | D     | Kai Risholt         |
| 11 | Norvegia (bandiera) | A     | Marius Helle        |
| 12 | Norvegia (bandiera) | P     | Jonas Høidahl       |
| 14 | Norvegia (bandiera) | C     | Håkon Stenersen     |

| N. |                     | Ruolo | Calciatore         |
| -- | ------------------- | ----- | ------------------ |
| 15 | Norvegia (bandiera) | A     | Martin Norbye      |
| 16 | Norvegia (bandiera) | C     | Kai Ove Stokkeland |
| 17 | Norvegia (bandiera) | C     | Kim-Robert Nyborg  |
| 18 | Norvegia (bandiera) | C     | Henning Romslo     |
| 19 | Norvegia (bandiera) | C     | Geir Høyland       |
| 20 | Norvegia (bandiera) | C     | Esben Ertzeid      |
| 21 | Norvegia (bandiera) | C     | Lundrim Binaku     |
| 22 | Norvegia (bandiera) | D     | Marius Bjorheim    |
| 23 | Norvegia (bandiera) | C     | Sverre Larsen      |
| 24 | Norvegia (bandiera) | D     | Roger Eskeland     |
| 24 | Norvegia (bandiera) | D     | Anders Thorsen     |
| 25 | Norvegia (bandiera) | A     | Tommy Høiland      |
| 26 | Norvegia (bandiera) | A     | Ole Thomas Herrem  |
| 27 | Norvegia (bandiera) | C     | Øyvind Braaten     |

## Calciomercato

### Sessione invernale(dal 01/01 al 31/03)
| Acquisti | Acquisti      | Acquisti   | Acquisti      |
| R.       | Nome          | da         | Modalità      |
| -------- | ------------- | ---------- | ------------- |
| D        | Kai Risholt   | svincolato |               |
| A        | Karl Håland   | Frøyland   | fine prestito |
| A        | Marius Helle  | Stabæk     | definitivo    |
| A        | Tommy Høiland | Viking     | definitivo    |
| A        | Martin Norbye | Alta       | definitivo    |

| Cessioni | Cessioni          | Cessioni | Cessioni   |
| R.       | Nome              | a        | Modalità   |
| -------- | ----------------- | -------- | ---------- |
| P        | Roger Eskeland    |          | ritiro     |
| D        | Joakim Hellvik    |          | svincolato |
| D        | Ole Tunheim       |          | svincolato |
| C        | Andreas Birkeland |          | svincolato |
| C        | Kenneth Grande    |          | svincolato |
| C        | Simen Melhus      | Tønsberg | definitivo |
| A        | Ezekiel Bala      |          | svincolato |
| A        | Karl Håland       |          | svincolato |
| A        | Daniel Hansen     |          | svincolato |
| A        | Geir André Herrem |          | svincolato |

### Sessione estiva(dal 01/08 al 31/08)
| Acquisti | Acquisti            | Acquisti | Acquisti   |
| R.       | Nome                | da       | Modalità   |
| -------- | ------------------- | -------- | ---------- |
| C        | Prince Efe Ehiorobo | Løv-Ham  | definitivo |

| Cessioni | Cessioni | Cessioni | Cessioni |
| R.       | Nome     | a        | Modalità |
| -------- | -------- | -------- | -------- |

## Risultati

### 1. divisjon

#### Girone di andata
| Arbitro: | Toppe |

|  |           |            |
|  | Marcatori | 9’ Høiland |

| Arbitro: | Bruheim |

|                                                                                 |           |  |
| Risholt 26’ Høiland 31’, 60’ K. Petersen 38’ Midtsian 48’ Høyland 80’ Helle 90’ | Marcatori |  |

| Arbitro: | Rafiq |

|                      |           |                       |
| Stene 26’ Oviasu 61’ | Marcatori | 71’ Risholt 77’ Helle |

| Arbitro: | Ahlsen |

|                      |           |                               |
| Romslo 25’ Helle 83’ | Marcatori | 12’ Ingebrigtsen 65’ Sandberg |

| Arbitro: | Døvle (Larvik) |

|              |           |                  |
| Bredvold 88’ | Marcatori | 43’, 90’ Risholt |

| Bryne 16 maggio 2011, ore 18:00 6ª giornata | Bryne         | 0 – 0 referto | Løv-Ham | Bryne Stadion (2.105 spett.)\| Arbitro: \| Nilsen (Oslo) \| |
| Arbitro:                                    | Nilsen (Oslo) |               |         |                                                             |

| Arbitro: | Steen |

|                                                |           |  |
| Larsen 6’ Nyborg 11’, 73’ Helle 29’ Landro 61’ | Marcatori |  |

| Arbitro: | Tennøy |

|                                           |           |  |
| Robertsen 45’ Khalili 55’ V. Nordberg 90’ | Marcatori |  |

| Arbitro: | Hansen |

|  |           |               |
|  | Marcatori | 73’ Magnussen |

| Arbitro: | Døvle (Larvik) |

|            |           |              |
| Dokken 34’ | Marcatori | 64’ Midtsian |

| Arbitro: | Toppe |

|                  |           |                   |
| Risholt 24’, 51’ | Marcatori | 9’, 85’ Sega Ngom |

| Arbitro: | Bruheim |

|           |           |                           |
| Maglic 8’ | Marcatori | 45’ K. Petersen 79’ Helle |

| Arbitro: | Steen |

|  |           |                           |
|  | Marcatori | 13’ Hansen 61’ Johannesen |

| Nedre Eiker 3 luglio 2011, ore 18:00 14ª giornata | Mjøndalen | 0 – 0 referto | Bryne | Nedre Eiker Stadion (851 spett.)\| Arbitro: \| Hansen \| |
| Arbitro:                                          | Hansen    |               |       |                                                          |

| Arbitro: | Rafiq |

|  |           |             |
|  | Marcatori | 78’ Karlsen |

#### Girone di ritorno
| Arbitro: | Hakestad |

|                                       |           |           |
| Helle 27’ Høyland 70’ K. Petersen 90’ | Marcatori | 60’ Stene |

| Arbitro: | Hansen (Feda) |

|                       |           |            |
| Andersen 82’ Gram 90’ | Marcatori | 8’ Risholt |

| Arbitro: | Nilsen (Oslo) |

|                               |           |                                                        |
| Moen 17’ Bjørnevik 90’ (rig.) | Marcatori | 48’ K. Petersen 64’ Larsen 72’ Landro 83’ (rig.) Helle |

| Arbitro: | Tennøy |

|  |           |                                    |
|  | Marcatori | 7’ K. Hagen 44’ Rise 45’ Kirkevold |

| Arbitro: | Hansen |

|  |           |                       |
|  | Marcatori | 37’ Landro 85’ Nyborg |

| Arbitro: | Toppe |

|                                                |           |                                                      |
| Aanestad 37’ (aut.) Stokkeland 43’ Høiland 45’ | Marcatori | 27’, 79’ Eriksen 35’ Sola 51’ Okoli 69’ Þorsteinsson |

| Arbitro: | Hansen |

|           |           |             |
| Mendy 90’ | Marcatori | 88’ Høiland |

| Bryne 11 settembre 2011, ore 18:00 23ª giornata | Bryne  | 0 – 0 referto | Mjøndalen | Bryne Stadion (1.424 spett.)\| Arbitro: \| Hansen \| |
| Arbitro:                                        | Hansen |               |           |                                                      |

| Arbitro: | Gjermshus |

|            |           |             |
| Hellman 3’ | Marcatori | 15’ Risholt |

| Arbitro: | Rafiq |

|                         |           |          |
| Risholt 58’ Høiland 72’ | Marcatori | 26’ Eike |

| Arbitro: | Hansen |

|  |           |              |
|  | Marcatori | 18’ Ehiorobo |

| Arbitro: | Hakestad |

|            |           |                      |
| Nyborg 50’ | Marcatori | 20’ Berntsen 90’ Eek |

| Arbitro: | Eskås |

|  |           |                        |
|  | Marcatori | 10’ Helle 90’ Ehiorobo |

| Arbitro: | Hansen |

|                       |           |                              |
| Larsen 8’ Risholt 55’ | Marcatori | 32’ (rig.) Maglic 90’ Nygård |

| Alta 30 ottobre 2011, ore 13:00 30ª giornata | Alta   | 0 – 0 referto | Bryne | Finnmarkshallen (683 spett.)\| Arbitro: \| Hansen \| |
| Arbitro:                                     | Hansen |               |       |                                                      |

### Coppa di Norvegia
| Arbitro: | Dima |

|                        |           |            |
| Fjelde 3’ Dalehaug 38’ | Marcatori | 90’ Landro |

## Statistiche

### Statistiche di squadra
| Competizione      | Punti | In casa | In casa | In casa | In casa | In casa | In casa | In trasferta | In trasferta | In trasferta | In trasferta | In trasferta | In trasferta | Totale | Totale | Totale | Totale | Totale | Totale | DR  |
| Competizione      | Punti | G       | V       | N       | P       | Gf      | Gs      | G            | V            | N            | P            | Gf           | Gs           | G      | V      | N      | P      | Gf     | Gs     | DR  |
| ----------------- | ----- | ------- | ------- | ------- | ------- | ------- | ------- | ------------ | ------------ | ------------ | ------------ | ------------ | ------------ | ------ | ------ | ------ | ------ | ------ | ------ | --- |
| 1. divisjon       | 44    | 15      | 4       | 5       | 6       | 27      | 22      | 15           | 7            | 6            | 2            | 20           | 14           | 30     | 11     | 11     | 8      | 47     | 36     | +11 |
| Coppa di Norvegia | -     | 0       | 0       | 0       | 0       | 0       | 0       | 1            | 0            | 0            | 1            | 1            | 2            | 1      | 0      | 0      | 1      | 1      | 2      | -1  |
| Totale            | -     | 15      | 4       | 5       | 6       | 27      | 22      | 16           | 7            | 6            | 3            | 21           | 16           | 31     | 11     | 11     | 9      | 48     | 38     | +10 |

### Statistiche dei giocatori
| Giocatore      | 1. divisjon | 1. divisjon | 1. divisjon | 1. divisjon | Coppa di Norvegia | Coppa di Norvegia | Coppa di Norvegia | Coppa di Norvegia | Totale   | Totale | Totale      | Totale     |
| Giocatore      | Presenze    | Reti        | Ammonizioni | Espulsioni  | Presenze          | Reti              | Ammonizioni       | Espulsioni        | Presenze | Reti   | Ammonizioni | Espulsioni |
| -------------- | ----------- | ----------- | ----------- | ----------- | ----------------- | ----------------- | ----------------- | ----------------- | -------- | ------ | ----------- | ---------- |
| L. Binaku      | 6           | 0           | 0           | 0           | 0                 | 0                 | 0                 | 0                 | 6        | 0      | 0           | 0          |
| M. Bjorheim    | 1           | 0           | 0           | 0           | 1                 | 0                 | 0                 | 0                 | 2        | 0      | 0           | 0          |
| Ø. Braaten     | 3           | 0           | 0           | 0           | 0                 | 0                 | 0                 | 0                 | 3        | 0      | 0           | 0          |
| P. Ehiorobo    | 10          | 2           | 2           | 0           | 0                 | 0                 | 0                 | 0                 | 10       | 2      | 2           | 0          |
| E. Ertzeid     | 15          | 0           | 2           | 0           | 0                 | 0                 | 0                 | 0                 | 15       | 0      | 2           | 0          |
| R. Eskeland    | 0           | 0           | 0           | 0           | 0                 | 0                 | 0                 | 0                 | 0        | 0      | 0           | 0          |
| C. Fjellstad   | 13          | 0           | 1           | 0           | 1                 | 0                 | 1                 | 0                 | 14       | 0      | 2           | 0          |
| V. Gulowsen    | 8           | 0           | 1           | 0           | 0                 | 0                 | 0                 | 0                 | 8        | 0      | 1           | 0          |
| M. Helle       | 28          | 8           | 5           | 0           | 1                 | 0                 | 1                 | 0                 | 29       | 8      | 6           | 0          |
| O. Herrem      | 1           | 0           | 0           | 0           | 0                 | 0                 | 0                 | 0                 | 1        | 0      | 0           | 0          |
| J. Høidahl     | 1           | 0           | 0           | 0           | 0                 | 0                 | 0                 | 0                 | 1        | 0      | 0           | 0          |
| T. Høiland     | 20          | 6           | 9           | 0           | 1                 | 0                 | 1                 | 0                 | 21       | 6      | 10          | 0          |
| G. Høyland     | 13          | 2           | 0           | 0           | 1                 | 0                 | 0                 | 0                 | 14       | 2      | 0           | 0          |
| A. Kristiansen | 29          | 0           | 1           | 0           | 1                 | 0                 | 0                 | 0                 | 30       | 0      | 1           | 0          |
| V. Landro      | 29          | 3           | 3           | 0           | 1                 | 1                 | 0                 | 0                 | 30       | 4      | 3           | 0          |
| S. Larsen      | 27          | 3           | 4           | 0           | 0                 | 0                 | 0                 | 0                 | 27       | 3      | 4           | 0          |
| A. Midtsian    | 30          | 2           | 2           | 0           | 1                 | 0                 | 0                 | 0                 | 31       | 2      | 2           | 0          |
| M. Moldskred   | 11          | 0           | 0           | 0           | 0                 | 0                 | 0                 | 0                 | 11       | 0      | 0           | 0          |
| T. Møster      | 28          | 0           | 3           | 0           | 0                 | 0                 | 0                 | 0                 | 28       | 0      | 3           | 0          |
| M. Norbye      | 25          | 0           | 2           | 0           | 1                 | 0                 | 0                 | 0                 | 26       | 0      | 2           | 0          |
| K. Nyborg      | 25          | 0           | 2           | 0           | 1                 | 0                 | 0                 | 0                 | 26       | 0      | 2           | 0          |
| H. Petersen    | 0           | 0           | 0           | 0           | 0                 | 0                 | 0                 | 0                 | 0        | 0      | 0           | 0          |
| K. Petersen    | 17          | 4           | 3           | 1           | 1                 | 0                 | 0                 | 0                 | 18       | 4      | 3           | 1          |
| K. Risholt     | 27          | 10          | 3           | 0           | 1                 | 0                 | 0                 | 0                 | 28       | 10     | 3           | 0          |
| H. Romslo      | 15          | 1           | 2           | 0           | 0                 | 0                 | 0                 | 0                 | 15       | 1      | 2           | 0          |
| H. Stenersen   | 9           | 0           | 0           | 0           | 0                 | 0                 | 0                 | 0                 | 9        | 0      | 0           | 0          |
| K. Stokkeland  | 22          | 1           | 4           | 0           | 1                 | 0                 | 0                 | 0                 | 23       | 1      | 4           | 0          |
| A. Thorsen     | 0           | 0           | 0           | 0           | 0                 | 0                 | 0                 | 0                 | 0        | 0      | 0           | 0          |